# Tir aux Jeux olympiques d'été de 2020
Pour des articles plus généraux, voir Jeux olympiques d'été de 2020 et Tir aux Jeux olympiques.
Navigation
Rio de Janeiro 2016 Paris 2024
Les épreuves de tir des Jeux olympiques d'été de 2020 à Tokyo se dérouleront au Centre de tir d'Asaka (ja) qui avait déjà accueilli des compétitions aux Jeux de Tokyo en 1964. 
S'il y a bien quinze épreuves comme en 2016, les épreuves sont désormais paritaires pour la carabine (10 m air comprimé, 50 m 3 positions), le pistolet (10 m air comprimé), la fosse (Trap et skeet). Chez les hommes, le tir à 25 m tir est rapide alors qu'il est classique chez les femmes. Deux épreuves mixtes font leur apparition : carabine 10 m air comprimé, pistolet 10 m air comprimé et le Trap.
Les épreuves masculines supprimées sont le double trap, 50 m pistolet, 50 m carabine couché. Il y a ainsi autant d'hommes que de femmes.

## Nouveautés majeures
Parmi les autres modifications ratifiées figurent le même nombre de tirs, hommes et femmes, et les finales par élimination progressive des épreuves de tir au pistolet et  au fusil.
Semblable aux jeux de 2016, tous les tireurs qualifiés pour les finales olympiques de leurs épreuves individuelles doivent partir de zéro et s'affronter dans une série de tours éliminatoires. L'étape se poursuit jusqu'au départ de la compétition avec seulement deux tireurs se disputant en duel pour décider des médailles d'or et d'argent.

## Participation

### Critères de qualification
Conformément aux directives de la Fédération internationale de tir sportif, la période de qualification commence par les Championnats du monde de tir sportif 2018 à Changwon, en Corée du Sud, qui se terminent le 15 septembre 2018, moins de deux ans avant les Jeux olympiques. Il y a quarante-huit places individuelles et douze places mixtes.
Tout au long du processus, des places de quota seront généralement attribuées lorsqu'un tireur remportera une médaille d'or dans une série de la Coupe du monde ISSF ou affichera une arrivée en tête aux championnats du monde ISSF ou aux championnats continentaux (Afrique, Europe, Asie, Océanie et Amériques). .
Une fois la période de qualification terminée et que tous les CNO auront reçu la liste officielle des places de quota, l'ISSF vérifiera la liste du classement mondial dans chacune des épreuves de tir individuelles. Le tireur le mieux classé, qui ne s'est qualifié dans aucune épreuve et dont le CNO n'a pas de place dans une épreuve spécifique, obtiendra une place de quota olympique directe.
Contrairement aux Jeux précédents, le Japon, pays hôte, a la garantie de disposer de 12 places de quota, avec une place dans chacune des épreuves de tir.

## Calendrier
| Q | Qualification | F | Finale |

| Date                                   | Sam 24 | Sam 24 | Dim 25 | Dim 25 | Lun 26 | Lun 26 | Mar 27 | Mar 27 | Mer 28 | Mer 28 | Jeu 29 | Jeu 29 | Ven 30 | Ven 30 | Sam 31 | Sam 31 | Dim 1 | Dim 1 | Lun 2 | Lun 2 |
| -------------------------------------- | ------ | ------ | ------ | ------ | ------ | ------ | ------ | ------ | ------ | ------ | ------ | ------ | ------ | ------ | ------ | ------ | ----- | ----- | ----- | ----- |
| Carabine                               |        |        |        |        |        |        |        |        |        |        |        |        |        |        |        |        |       |       |       |       |
| Carabine à 10 m air comprimé hommes    |        |        | Q      | F      |        |        |        |        |        |        |        |        |        |        |        |        |       |       |       |       |
| Carabine à 10 m air comprimé femmes    | Q      | F      |        |        |        |        |        |        |        |        |        |        |        |        |        |        |       |       |       |       |
| Carabine à 10 m air comprimé mixte     |        |        |        |        |        |        | Q      | F      |        |        |        |        |        |        |        |        |       |       |       |       |
| Carabine à 50 m trois positions hommes |        |        |        |        |        |        |        |        |        |        |        |        |        |        |        |        |       |       | Q     | F     |
| Carabine à 50 m trois positions femmes |        |        |        |        |        |        |        |        |        |        |        |        |        |        | Q      | F      |       |       |       |       |
| Pistolet                               |        |        |        |        |        |        |        |        |        |        |        |        |        |        |        |        |       |       |       |       |
| Pistolet à 10 m air comprimé hommes    | Q      | F      |        |        |        |        |        |        |        |        |        |        |        |        |        |        |       |       |       |       |
| Pistolet à 10 m air comprimé femmes    |        |        | Q      | F      |        |        |        |        |        |        |        |        |        |        |        |        |       |       |       |       |
| Pistolet à 10 m air comprimé mixte     |        |        |        |        |        |        | Q      | F      |        |        |        |        |        |        |        |        |       |       |       |       |
| Pistolet à 25 m tir rapide hommes      |        |        |        |        |        |        |        |        |        |        |        |        |        |        |        |        |       | Q     | Q     | F     |
| Pistolet à 25 m femmes                 |        |        |        |        |        |        |        |        |        |        |        |        | Q      | F      |        |        |       |       |       |       |
| Tir aux plateaux                       |        |        |        |        |        |        |        |        |        |        |        |        |        |        |        |        |       |       |       |       |
| Trap hommes                            |        |        |        |        |        |        |        |        |        | Q      | Q      | F      |        |        |        |        |       |       |       |       |
| Trap femmes                            |        |        |        |        |        |        |        |        |        | Q      | Q      | F      |        |        |        |        |       |       |       |       |
| Trap mixte                             |        |        |        |        |        |        |        |        |        |        |        |        |        |        | Q      | F      |       |       |       |       |
| Skeet hommes                           |        |        |        | Q      | Q      | F      |        |        |        |        |        |        |        |        |        |        |       |       |       |       |
| Skeet femmes                           |        |        |        | Q      | Q      | F      |        |        |        |        |        |        |        |        |        |        |       |       |       |       |

## Résultats

### Podiums

#### Hommes
| Épreuve                                             | Or                             | Argent                              | Bronze                                |
| --------------------------------------------------- | ------------------------------ | ----------------------------------- | ------------------------------------- |
| Pistolet à 10 m air comprimé résultats détaillés    | Javad Foroughi Iran            | Damir Mikec Serbie                  | Pang Wei Chine                        |
| Pistolet à 25 m tir rapide résultats détaillés      | Jean Quiquampoix France        | Leuris Pupo Cuba                    | Li Yuehong Chine                      |
| Carabine à 10 m air comprimé résultats détaillés    | William Shaner États-Unis      | Sheng Lihao Chine                   | Yang Haoran Chine                     |
| Carabine à 50 m trois positions résultats détaillés | Zhang Changhong Chine          | Sergey Kamenskiy ROC                | Milenko Sebić Serbie                  |
| Trap résultats détaillés                            | Jiří Lipták République tchèque | David Kostelecký République tchèque | Matthew Coward-Holley Grande-Bretagne |
| Skeet résultats détaillés                           | Vincent Hancock États-Unis     | Jesper Hansen Danemark              | Abdullah al-Rashidi Koweït            |

#### Femmes
| Épreuve                                             | Or                                 | Argent                         | Bronze                         |
| --------------------------------------------------- | ---------------------------------- | ------------------------------ | ------------------------------ |
| Pistolet à 10 m air comprimé résultats détaillés    | Vitalina Batsarashkina ROC         | Antoaneta Kostadinova Bulgarie | Jiang Ranxin Chine             |
| Pistolet à 25 m résultats détaillés                 | Vitalina Batsarashkina ROC         | Kim Min-jung Corée du Sud      | Xiao Jiaruixuan Chine          |
| Carabine à 10 m air comprimé résultats détaillés    | Yang Qian Chine                    | Anastasiia Galashina ROC       | Nina Christen Suisse           |
| Carabine à 50 m trois positions résultats détaillés | Nina Christen Suisse               | Yulia Zykova ROC               | Yulia Karimova ROC             |
| Trap résultats détaillés                            | Zuzana Rehák-Štefečeková Slovaquie | Kayle Browning États-Unis      | Alessandra Perilli Saint-Marin |
| Skeet résultats détaillés                           | Amber English États-Unis           | Diana Bacosi Italie            | Wei Meng Chine                 |

#### Mixtes
| Épreuve                                          | Or                                      | Argent                                          | Bronze                                   |
| ------------------------------------------------ | --------------------------------------- | ----------------------------------------------- | ---------------------------------------- |
| Pistolet à 10 m air comprimé résultats détaillés | Jiang Ranxin Pang Wei Chine             | Vitalina Batsarashkina Artem Chernousov ROC     | Olena Kostevych Oleh Omelchuk Ukraine    |
| Carabine à 10 m air comprimé résultats détaillés | Yang Qian Yang Haoran Chine             | Mary Tucker Lucas Kozeniesky États-Unis         | Yulia Karimova Sergey Kamenskiy ROC      |
| Trap résultats détaillés                         | Fátima Gálvez Alberto Fernández Espagne | Alessandra Perilli Gian Marco Berti Saint-Marin | Madelynn Bernau Brian Burrows États-Unis |

### Tableau des médailles
| Rang  | Nation             | Or | Argent | Bronze | Total |
| ----- | ------------------ | -- | ------ | ------ | ----- |
| 1     | Chine              | 4  | 1      | 6      | 11    |
| 2     | États-Unis         | 3  | 2      | 1      | 6     |
| 3     | ROC                | 2  | 4      | 2      | 8     |
| 4     | République tchèque | 1  | 1      | 0      | 2     |
| 5     | Suisse             | 1  | 0      | 1      | 2     |
| 6     | Espagne            | 1  | 0      | 0      | 1     |
| 6     | Iran               | 1  | 0      | 0      | 1     |
| 6     | France             | 1  | 0      | 0      | 1     |
| 6     | Slovaquie          | 1  | 0      | 0      | 1     |
| 10    | Saint-Marin        | 0  | 1      | 1      | 2     |
| 10    | Serbie             | 0  | 1      | 1      | 2     |
| 12    | Bulgarie           | 0  | 1      | 0      | 1     |
| 12    | Italie             | 0  | 1      | 0      | 1     |
| 12    | Danemark           | 0  | 1      | 0      | 1     |
| 12    | Corée du Sud       | 0  | 1      | 0      | 1     |
| 12    | Cuba               | 0  | 1      | 0      | 1     |
| 17    | Ukraine            | 0  | 0      | 1      | 1     |
| 17    | Grande-Bretagne    | 0  | 0      | 1      | 1     |
| 17    | Koweït             | 0  | 0      | 1      | 1     |
| Total | Total              | 15 | 15     | 15     | 45    |